# Четвёртый желудочек головного мозга

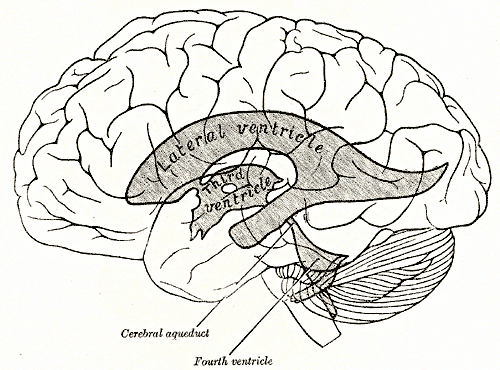
Проекция желудочков головного мозга на его поверхность

Четвёртый желудочек изображен красным

Четвёртый желудочек головного мозга (лат. ventriculus quartus) — один из желудочков головного мозга человека. Простирается от водопровода мозга (Сильвиева водопровода) до задвижки (лат. obex), содержит спинномозговую жидкость. Из четвёртого желудочка спинномозговая жидкость попадает в субарахноидальное пространство посредством двух боковых отверстий Люшки и одного срединно расположенного отверстия Мажанди.
Дно четвёртого желудочка имеет форму ромба (другое название — «ромбовидная ямка»), образовано задними поверхностями моста и продолговатого мозга. Над дном в виде шатра нависает крыша четвёртого желудочка.

## Анатомия
Из задненижнего угла ромбовидной ямки (obex) четвёртый желудочек открывается в центральный канал спинного мозга. В передневерхнем углу четвёртый желудочек вливается в водопровод мозга, посредством него сообщаясь с третьим желудочком. Боковые углы образуют карманы, загибающиеся вокруг нижних ножек мозжечка.
Крыша четвёртого желудочка образована верхним и нижним мозговыми парусами. Верхний парус натянут между верхними ножками мозжечка; нижний, парный, примыкает к ножкам клочка и дополняется листком мягкой мозговой оболочки, формирующим сосудистое сплетение четвёртого желудочка. Между парусами часть крыши сформирована веществом мозжечка.

## Изображения

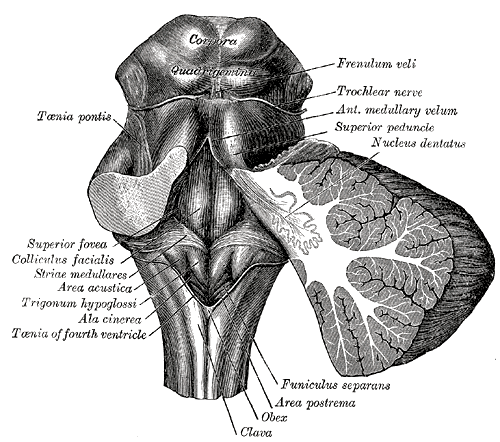
Ромбовидная ямка.
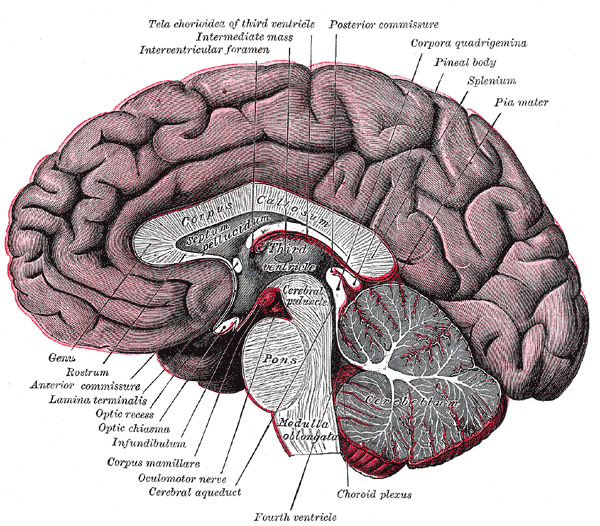
Срединный сагиттальный срез головного мозга.
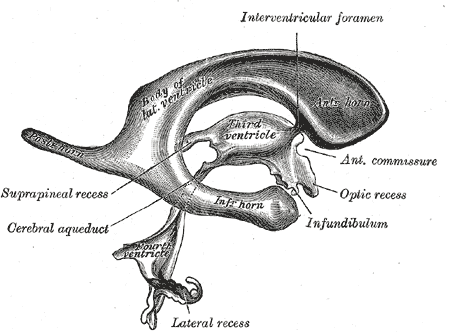
Желудочки головного мозга, вид сбоку.